# Dobbiaco
Toblach (tiếng Ý: Dobbiaco; tiếng Latin: Duplagum) là một đô thị ở Nam Tirol trong vùng Trentino-Alto Adige/Südtirol của Ý, cách Val Pusteria khoảng 110 km về phía đông bắc của thành phố Trento và khoảng 70 km về phía đông bắc của thành phố Bolzano, ở biên giới với Áo. Tại thời điểm ngày 31 tháng 12 năm 2004, đô thị này có dân số 3.292 người và diện tích là 126,6 km².
Đô thị Toblach có các frazioni (các đơn vị cấp dưới, chủ yếu là các làng) Carbonin, Santa Maria and Valle San Silvestro.
Toblach giáp các đô thị: Gsies, Innichen, Niederdorf, Prags, Auronzo di Cadore, Cortina d'Ampezzo và Innervillgraten (Áo).

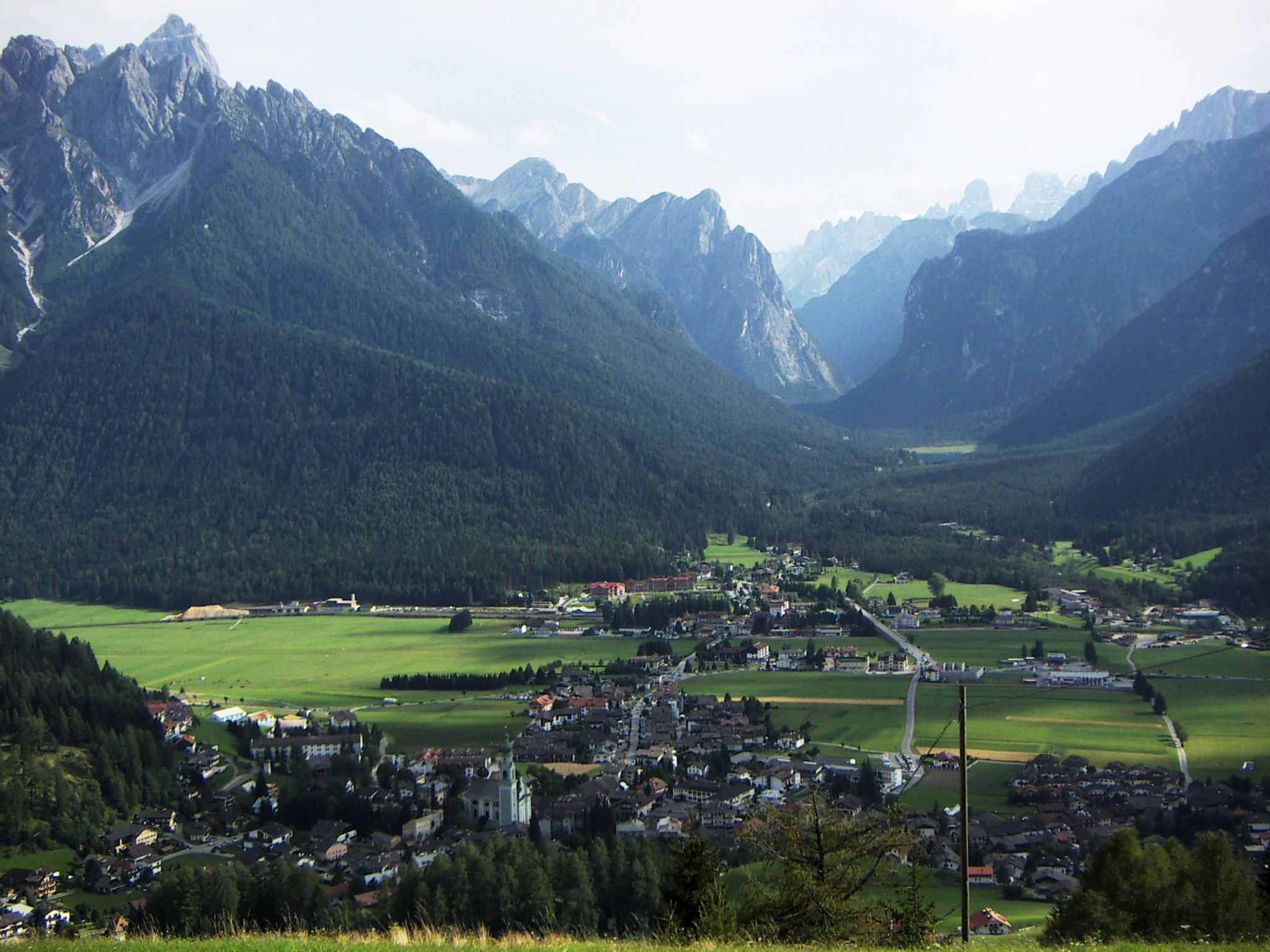
Toblach.